# Dallas-Fort Worth Film Critics Association Awards 2003
La 9ª edizione dei Dallas-Fort Worth Film Critics Association, annunciata il 5 gennaio 2004, ha premiato i migliori film usciti nel 2003.

## Vincitori
A seguire vengono indicati i vincitori, in grassetto.

### Miglior film
1. Il Signore degli Anelli - Il ritorno del re (The Lord of the Rings: The Return of the King), regia di Peter Jackson
2. Ritorno a Cold Mountain (Cold Mountain), regia di Anthony Minghella
3. Mystic River, regia di Clint Eastwood
4. Lost in Translation - L'amore tradotto (Lost in Translation), regia di Sofia Coppola
5. Alla ricerca di Nemo (Finding Nemo), regia di Andrew Stanton
6. American Splendor, regia di Shari Springer Berman e Robert Pulcini
7. In America - Il sogno che non c'era (In America), regia di Jim Sheridan
8. Big Fish - Le storie di una vita incredibile (Big Fish), regia di Tim Burton
9. Master & Commander - Sfida ai confini del mare (Master and Commander: The Far Side of the World), regia di Peter Weir
10. L'ultimo samurai (The Last Samurai), regia di Edward Zwick

### Miglior regista
- Peter Jackson - Il Signore degli Anelli - Il ritorno del re (The Lord of the Rings: The Return of the King)

### Miglior attore
1. Sean Penn - Mystic River
2. Johnny Depp - La maledizione della prima luna (Pirates of the Caribbean: The Curse of the Black Pearl)
3. Paul Giamatti - American Splendor
4. Ben Kingsley - La casa di sabbia e nebbia (House of Sand and Fog)
5. Bill Murray - Lost in Translation - L'amore tradotto (Lost in Translation)

### Miglior attrice
1. Charlize Theron - Monster
2. Scarlett Johansson - Lost in Translation - L'amore tradotto (Lost in Translation)
3. Diane Keaton - Tutto può succedere - Something's Gotta Give (Something's Gotta Give)
4. Nicole Kidman - Ritorno a Cold Mountain (Cold Mountain)
5. Naomi Watts - 21 grammi (21 Grams)

### Miglior attore non protagonista
- Alec Baldwin - The Cooler

### Miglior attrice non protagonista
- Renée Zellweger - Ritorno a Cold Mountain (Cold Mountain)

### Miglior fotografia
- Andrew Lesnie - Il Signore degli Anelli - Il ritorno del re (The Lord of the Rings: The Return of the King)

### Miglior sceneggiatura
- Fran Walsh, Philippa Boyens e Peter Jackson - Il Signore degli Anelli - Il ritorno del re (The Lord of the Rings: The Return of the King)

### Miglior film d'animazione
- Alla ricerca di Nemo (Finding Nemo), regia di Lee Unkrich

### Miglior documentario
- Una storia americana - Capturing the Friedmans (Capturing the Friedmans), regia di Andrew Jarecki

### Miglior film straniero
- City of God (Cidade de Deus), regia di Fernando Meirelles e Kátia Lund

### Peggior film
- Il gatto... e il cappello matto (The Cat in The Hat), regia di Bo Welch